# New Jersey Nets 1989-1990
La stagione 1989-90 dei New Jersey Nets fu la 14ª nella NBA per la franchigia.
I New Jersey Nets arrivarono sesti nella Atlantic Division della Eastern Conference con un record di 17-65, non qualificandosi per i play-off.

## Roster
| N° | Naz.                   | Ruolo | Sportivo            | Anno | Alt. | Peso |
| -- | ---------------------- | ----- | ------------------- | ---- | ---- | ---- |
| 2  | Stati Uniti (bandiera) | GA    | Dennis Hopson       | 1965 | 196  | 91   |
| 3  | Stati Uniti (bandiera) | G     | Rick Carlisle       | 1959 | 196  | 95   |
| 7  | Stati Uniti (bandiera) | GA    | Pete Myers          | 1963 | 198  | 82   |
| 10 | Stati Uniti (bandiera) | G     | Mookie Blaylock     | 1967 | 183  | 82   |
| 11 | Stati Uniti (bandiera) | C     | Joe Barry Carroll   | 1958 | 213  | 102  |
| 14 | Stati Uniti (bandiera) | GA    | Jaren Jackson       | 1967 | 193  | 86   |
| 15 | Stati Uniti (bandiera) | G     | Lester Conner       | 1959 | 193  | 82   |
| 21 | Stati Uniti (bandiera) | A     | Stanley Brundy      | 1967 | 198  | 95   |
| 22 | Stati Uniti (bandiera) | G     | Leon Wood           | 1962 | 191  | 84   |
| 23 | Stati Uniti (bandiera) | AC    | Roy Hinson          | 1961 | 206  | 95   |
| 24 | Stati Uniti (bandiera) | A     | Derrick Gervin      | 1963 | 203  | 91   |
| 24 | Stati Uniti (bandiera) | G     | Jay Taylor          | 1967 | 191  | 86   |
| 31 | Stati Uniti (bandiera) | C     | Sam Bowie           | 1961 | 216  | 107  |
| 33 | Stati Uniti (bandiera) | AC    | Charles Shackleford | 1966 | 208  | 102  |
| 34 | Stati Uniti (bandiera) | A     | Chris Morris        | 1966 | 203  | 95   |
| 42 | Stati Uniti (bandiera) | A     | Anthony Mason       | 1966 | 201  | 113  |
| 44 | Stati Uniti (bandiera) | AC    | Jack Haley          | 1964 | 208  | 109  |
| 45 | Stati Uniti (bandiera) | GA    | Purvis Short        | 1957 | 201  | 95   |
| 52 | Stati Uniti (bandiera) | C     | Chris Dudley        | 1965 | 211  | 107  |

## Staff tecnico
- Allenatore: Bill Fitch
- Vice-allenatori: Butch Beard, Rick Carlisle